# Bitwa pod Rohaczowem

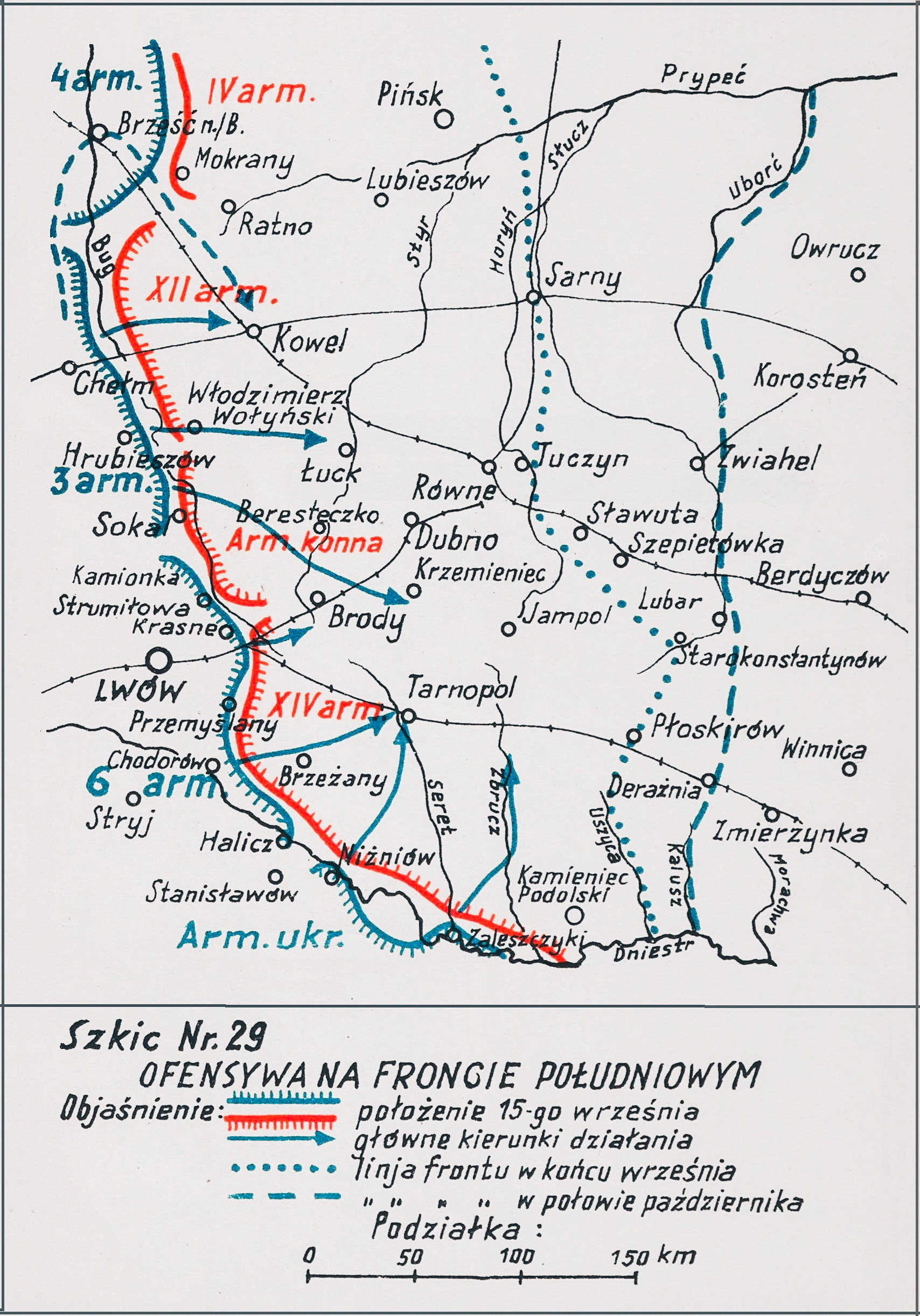
Adam Przybylski,
Wojna Polska 1918–1921

Bitwa pod Rohaczowem – część wielkiej bitwy wołyńsko-podolskiej; walki polskiej 9 Brygady jazdy z oddziałami sowieckiej 44 Dywizji Strzelców w czasie ofensywy jesiennej wojsk polskich na Ukrainie w okresie wojny polsko-bolszewickiej.

## Geneza
2 września, jeszcze w czasie walk pod Zamościem, Naczelne Dowództwo Wojska Polskiego zdecydowało, iż 3. i 6 Armia, po stosownym przegrupowaniu, około 10 września podejmą większą akcję zaczepną w kierunku wschodnim celem „nie tylko odrzucenia nieprzyjaciela poza granice Małopolski, lecz także rozbicia i zdezorganizowania jego sił tak, aby później można było utrzymać front przy użyciu słabych sił własnych". 3 Armia gen. Władysława Sikorskiego przystąpiła do działań 10 września. Wstępnym etapem był zagon grupy motorowej mjr. Włodzimierza Bochenka wyprowadzony z Włodawy, który przeprawił się przez Bug i następnego dnia opanował Kowel. Za nim ruszyło natarcie sił głównych armii, w tym jej grupa manewrowa – Korpus Jazdy gen. Juliusza Rómmla. 16 września, działający na styku sowieckich 12 i 14 Armii Korpus Jazdy płk. Juliusza Rómmla, przy słabym oporze przeciwnika, sforsował Styr na południe od Łucka i ruszył na Równe. Będąc w pościgu za cofającymi się wojskami 12 Armii Nikołaja Kuźmina, 28 września dotarł do Słuczy w rejonie Zwiahla.

## Walczące wojska
| Jednostka                           | Dowódca                   | Podporządkowanie      |
| Wojsko Polskie                      |                           |                       |
| dowództwo 2 Dywizji Jazdy           | płk Gustaw Orlicz-Dreszer | 6 Armia               |
| 9 Brygada Jazdy                     | mjr Jan Głogowski         | 2 Dywizja Jazdy       |
| ⇒ 1 pułk szwoleżerów                | mjr Jerzy Grobicki        | 9 Brygada Jazdy       |
| ⇒ 201 pułk szwoleżerów              | mjr Rudolf Dreszer        | 9 Brygada Jazdy       |
| Armia Czerwona                      |                           |                       |
| dowództwo 44 Dywizji Strzelców      | komdyw Iwan Dubowoj       | 12 Armia              |
| 131 Taraszczańska Brygada Strzelców |                           | 44 Dywizja Strzelców  |
| ⇒ 392 pułk strzelców                |                           | 131 Brygada Strzelców |
| ⇒ 393 pułk strzelców                |                           | 131 Brygada Strzelców |

## Działania grupy wypadowej
Po osiągnięciu przez Korpus Jazdy linii Słuczy, dowódca korpusu płk Juliusz Rómmel zarządził wykonanie serii wypadów za rzekę, aby rozpoznać siły przeciwnika. 1 października wypad zorganizowała 2 Dywizja Jazdy płk. Gustawa Orlicz-Dreszera. Z Rohaczowa wyruszyła 9 Brygada Jazdy mjr. Jana Głogowskiego, zamierzając przejść Słucz w Ostróżku, przy równoczesnej demonstracji w Kijkowie i na kierunku Hulska. 4 szwadron 1 pułku szwoleżerów w szyku pieszym zaatakował z Ostróżka i po krótkiej walce zdobył przyczółek się na prawym brzegu Słuczy.
201 pułk szwoleżerów przeprawił się przez rzekę bardziej na północ i odrzucił od brzegu 393 pułk strzelców. Wykorzystując powodzenie, 1/ 201 pszwol. (z dowódcą pułku) pomaszerował wzdłuż wschodniego brzegu w kierunku na Talki - Hulsk.
Po uchwyceniu przyczółka 1 pułk szwoleżerów wraz z 2/201 pszwol. skierował się na Kamienny Bród i Czernicę. Idący w szpicy 2/201 pszwol. rtm. Juliana Dreszera zaskoczył w Kamiennym Brodzie sowiecki batalion strzelców. Piechota nie przyjęła walki i w popłochu wycofała się w okoliczne lasy. Kolejne walki szwadron stoczył w okolicach Dziekunki, gdzie wykonując manewr obejścia zmusił sowieckich strzelców do opuszczenia okopów.
W rejonie Słobódki Czernieckiej nastąpiła ponowna koncentracja 9 Brygady Jazdy. Tu brygada uderzyła na odchodzący od rzeki 392 pułk strzelców i rozproszyła go.
Po walkach 1 pułk szwoleżerów przeszedł przez Browniki do Hulska i zatrzymał się na noc. 2 października przemieścił się do wsi Górki pod Jaruniem, gdzie przebywał do 8 października. 201 pułk szwoleżerów wrócił na noc za Słucz, pozostawiwszy na wschodnim brzegu patrole.

## Bilans walk
Wypad 9 Brygady Jazdy za Słucz potwierdził, że piechota sowiecka jest zdemoralizowana i nie stanowi poważniejszego zagrożenia dla jazdy polskiej. Jego rezultaty zachęciły dowódcę korpusu płk. Juliusza Rómmla do zorganizowania zagonu na Korosteń. W tym dniu 2 Dywizja Jazdy wzięła do niewoli 1082 jeńców, zdobyła 2 działa, 13 ckm-ów. Straty polskie to około sześćdziesięciu poległych i rannych.